# Last Christmas
Last Christmas è un singolo del gruppo musicale britannico Wham!, pubblicato il 3 dicembre 1984 come primo estratto dal terzo album in studio Music from the Edge of Heaven.

## Storia
Il brano,  prodotto per il Natale 1984, fu scritto un pomeriggio a casa di George mentre l'amico Andrew e suo padre guardavano una partita di calcio alla televisione.
Il disco uscì come singolo in versione 7" e 12" il 3 dicembre 1984. In Italia come nel resto del mondo era considerato un doppio lato A, insieme ad Everything She Wants, singolo che era inserito nell'album Make It Big e, nonostante si ascoltasse per radio solo Last Christmas, nella hit parade del sabato veniva trasmesso Everything She Wants.

### Video musicale
Il video musicale venne girato in uno chalet e sulle nevi di Saas-Fee, nel Canton Vallese: oltre a George Michael e al chitarrista Andrew Ridgeley (suo compagno di duo negli Wham!) vi compariva anche la modella britannica Kathy Hill, nel ruolo della ragazza mora che faceva invaghire il cantante; curiosamente, la Hill era all'epoca fidanzata con il compositore Vangelis.

## Accoglienza
La canzone, uscita come singolo natalizio, ha raggiunto il numero 2 della classifica inglese, battuta solo da Do They Know It's Christmas? realizzata dal progetto Band Aid di Bob Geldof, a cui partecipò anche lo stesso George Michael. In Gran Bretagna ha venduto più di un milione di copie il primo anno di distribuzione, diventando il singolo di maggior successo a non raggiungere la vetta ed è l'8° singolo più venduto di tutti i tempi nel Regno Unito. L'altra canzone, Everything She Wants, ha raggiunto il numero 1 negli Stati Uniti d'America il maggio seguente.
Last Christmas è stata ripubblicata con un'altra b-side il Natale seguente, raggiungendo il numero 6 e ancora il Natale seguente, con poco successo. Negli ultimi anni, nel periodo di Natale rientra sempre in classifica in ogni parte del mondo e nel dicembre 2017 ritorna dopo 33 anni dalla sua prima pubblicazione alla posizione n° 2 nel Regno Unito. Nel gennaio 2021 riesce finalmente a conquistare la vetta delle classifiche britanniche, dopo 36 anni, stabilendo il record per il maggior tempo impiegato da una canzone ad andare al numero uno. La settimana prima di Natale del 2022 conquista per la seconda volta la vetta della U.K.Chart e raggiunge per la prima volta la sesta posizione nella prestigiosa Billboard Hot 100 dei singoli più venduti della settimana negli States.
I proventi ricavati dalla vendita del singolo sono stati devoluti in beneficenza, per combattere la carestia etiope del 1983-1985.

## Edizioni e tracce

### Versione originale
Prima versione con copertina natalizia
(Rilasciata il 3 dicembre 1984)
7"
1. A"Last Christmas" - 4:24
2. AA"Everything She Wants" - 5:07

12"' 
1. A"Last Christmas (Pudding Mix)" – 6:47
2. AA"Everything She Wants" – 5:07

Seconda versione a tracce invertite e copertina non natalizia
(Rilasciata il 24 dicembre 1984)
7"
1. A"Everything She Wants (Remix)" – 5:31
2. AA"Last Christmas" – 4:24

12"
1. A"Everything She Wants (Remix)" – 6:30
2. AA"Last Christmas (Pudding Mix)" – 6:47

Ripubblicazione 1985

### CHRISTMAS '85
7"
1. "Last Christmas" – 4:24
2. "Blue (Armed With Love) [Live in China]" – 5:43

12"
1. "Last Christmas (Pudding Mix)" – 6:47
2. "Blue (Armed With Love) [Live in China]" – 5:43
3. "Everything She Wants (Remix)" – 5:31

Ripubblicazione 1986 

### CHRISTMAS '86
7"
1. "Last Christmas" – 4:24
2. "Where Did Your Heart Go?" – 5:43

12"
1. "Last Christmas (Pudding Mix)" – 6:47
2. "Where Did Your Heart Go?" – 5:43

### CHRISTMAS '88
7"
1. A		Last Christmas	4:24
2. B		Everything She Wants 5:07

12"
1. A		Last Christmas (Pudding Mix)	6:47
2. B		Everything She Wants	5:07

Mini CD 3"
1. Last Christmas	4:24
2. Last Christmas (Pudding Mix)	6:47
3. Everything She Wants	5:07

### CHRISTMAS '89
7"
1. A		Last Christmas	4:24
2. B		Everything She Wants (Recorded Live In China)	5:07

12"
1. A		Last Christmas (Pudding Mix)	6:47
2. B		Everything She Wants	5:07

CD
1. Last Christmas	4:24
2. Last Christmas (Pudding Mix)	6:47
3. Everything She Wants	5:07

### CHRISTMAS '90
12"
1. A		Last Christmas (Pudding Mix)	6:47
2. B		Everything She Wants	5:07

CD
1. A		Last Christmas (Pudding Mix)	6:47
2. B		Everything She Wants	5:07

Mini CD 3"
1. Last Christmas	4:24
2. Last Christmas (Pudding Mix)	6:47
3. Everything She Wants	5:07

### CHRISTMAS 1992
CD
1. Last Christmas	4:25
2. Last Christmas (Pudding Mix)	6:40
3. Everything She Wants	5:28

### CHRISTMAS 1994
CD
1. Last Christmas	4:25
2. Last Christmas (Pudding Mix)	6:40
3. Everything She Wants	5:28

### CHRISTMAS 2005
CD
1. Last Christmas	4:24
2. Last Christmas (Pudding Mix)	6:47

### CHRISTMAS 2006
CD
1. Last Christmas	4:24
2. Last Christmas (Pudding Mix)	6:47
3. Everything She Wants	6:34
4. Last Christmas	4:39 (Video Clip)

### CHRISTMAS 2014
Vinile, 12" Record Store Day, Single, Limited Edition, Reissue, Translucent Red & Green Vinyl
1. A		Last Christmas	4:27
2. B		Last Christmas (Instrumental)	4:27

### CHRISTMAS 2019
Vinile, 7", 45 RPM, Single, Limited Edition, Reissue, Stereo, White
1. A		Last Christmas	4:24
2. AA		Everything She Wants	5:35

## Classifiche

### Classifiche settimanali
| Classifica (1984-2025) | Posizione massima |
| ---------------------- | ----------------- |
| Australia              | 2                 |
| Austria                | 1                 |
| Belgio (Fiandre)       | 2                 |
| Belgio (Vallonia)      | 2                 |
| Bielorussia            | 112               |
| Brasile                | 87                |
| Canada                 | 2                 |
| Corea del Sud          | 93                |
| Costa Rica             | 16                |
| Croazia                | 1                 |
| Danimarca              | 1                 |
| Emirati Arabi Uniti    | 2                 |
| Filippine              | 14                |
| Finlandia              | 1                 |
| Francia                | 2                 |
| Germania               | 1                 |
| Grecia                 | 1                 |
| Hong Kong              | 13                |
| Irlanda                | 1                 |
| Islanda                | 1                 |
| Italia                 | 1                 |
| Kazakistan             | 31                |
| Lettonia               | 2                 |
| Libano                 | 1                 |
| Lussemburgo            | 1                 |
| Malaysia               | 13                |
| Medio Oriente          | 4                 |
| Moldavia               | 23                |
| Norvegia               | 2                 |
| Nuova Zelanda          | 1                 |
| Paesi Bassi            | 1                 |
| Polonia                | 1                 |
| Portogallo             | 2                 |
| Regno Unito            | 1                 |
| Repubblica Ceca        | 2                 |
| Russia                 | 85                |
| Singapore              | 2                 |
| Slovacchia             | 1                 |
| Spagna                 | 6                 |
| Stati Uniti            | 3                 |
| Sudafrica              | 7                 |
| Svezia                 | 1                 |
| Svizzera               | 2                 |
| Ungheria               | 2                 |
| Ucraina                | 11                |
| Vietnam                | 50                |

### Classifiche di fine anno
| Classifica (1984) | Posizione |
| ----------------- | --------- |
| Regno Unito       | 6         |
| Classifica (2020) | Posizione |
| Danimarca         | 101       |
| Ungheria          | 67        |
| Classifica (2021) | Posizione |
| Danimarca         | 77        |
| Regno Unito       | 34        |
| Ungheria          | 77        |
| Classifica (2022) | Posizione |
| Danimarca         | 70        |
| Germania          | 75        |
| Regno Unito       | 35        |
| Svezia            | 92        |
| Svizzera          | 71        |
| Ungheria          | 76        |
| Classifica (2023) | Posizione |
| Austria           | 72        |
| Canada            | 78        |
| Danimarca         | 58        |
| Germania          | 51        |
| Paesi Bassi       | 98        |
| Regno Unito       | 18        |
| Stati Uniti       | 84        |
| Svezia            | 76        |
| Svizzera          | 71        |
| Ungheria          | 38        |
| Classifica (2024) | Posizione |
| Austria           | 30        |
| Canada            | 76        |
| Danimarca         | 74        |
| Germania          | 49        |
| Paesi Bassi       | 100       |
| Regno Unito       | 30        |
| Stati Uniti       | 74        |
| Svizzera          | 62        |

### Classifiche di fine decennio
| Classifica (1980–1989) | Posizione |
| ---------------------- | --------- |
| Regno Unito            | 6         |

### Classifiche di tutti i tempi
| Classifica  | Posizione |
| ----------- | --------- |
| Regno Unito | 9         |

## Nella cultura di massa
A causa della per molti eccessiva ripetizione del brano sulle emittenti radiotelevisive, è stato lanciato il gioco natalizio Whamageddon e diffuso nei social media: i giocatori devono "sopravvivere" dal primo di dicembre alla mezzanotte del 24 dicembre senza ascoltare la canzone degli Wham! Last Christmas. Nel caso in cui a un giocatore capiti di ascoltare anche un solo estratto dalla canzone, deve annunciare la sua sconfitta scrivendo "#whamageddon" in un social media a sua scelta ed eventualmente specificando le condizioni della sua uscita dal gioco. Solo l'audio della versione originale è valido, mentre cover e video senza audio mantengono ancora in gioco. Non è noto quando il Whamageddon sia cominciato a essere giocato. Nel 2010 nel forum internet GTPlanet si parlò di una versione dal nome "GTPlanet vs. Wham! - Last Christmas", ma dai commenti si evince che era già in voga in qualche ambiente. Nel 2016 fu coniato il nome ufficiale e creata una pagina Facebook; nel 2017 i siti Boing Boing e Lifehacker  pubblicizzarono il gioco, mentre la notorietà nei paesi italofoni arrivò nel 2018, soprattutto grazie a giornali e soprattutto radio Le regole, tratte dal sito ufficiale, sono le seguenti:
- Il giocatore deve resistere il più a lungo possibile senza ascoltare il brano degli Wham! Last Christmas.
- Il gioco comincia il primo dicembre e termina alla mezzanotte del 24 dicembre.
- Solo la versione originale di "Last Christmas" è valida: il giocatore può ascoltare remix e cover della canzone.
- Il giocatore ha perso nel momento in cui si accorge di stare ascoltando la versione originale della canzone.
- Chi ha perso deve subito postare "#whamageddon" sui social media.
- Si sconsiglia di cercare di far perdere un altro giocatore inviandogli un link al brano.

Il brano è stato utilizzato anche come colonna sonora di numerosi film cinepanettoni italiani e americani e come brano portante del film Last Christmas.

## Cover

### Cover di Whigfield
La danese Whigfield pubblicò una nota cover di Last Christmas nel 1995.

### Altre versioni
Il successo della canzone l'ha portata ad essere rifatta da molti artisti negli anni seguenti. Alcuni di questi sono:
- Alcazar
- Ariana Grande
- Ashley Tisdale
- Backstreet Boys
- Billie Piper
- BTS
- Busted
- Carly Rae Jepsen
- Cascada
- Crazy Frog
- Dalida
- Darren Hayes dei Savage Garden
- Dexter Freebish
- Erlend Øye
- Glee Cast
- Hilary Duff
- Hotel Buena Vida

- Human Nature
- Ivana Spagna
- Keshia Chanté
- Kids United
- Jimmy Eat World
- Lea Michele in Glee
- Leigh Nash
- Mal
- Manic Street Preachers
- Mario Biondi
- Metro Station
- Mina
- Playa Desnuda
- Romina Power
- Roses Are Red
- Taylor Swift
- The Cheetah Girls